# Špilas (planetka)
(401820) Špilas je planetka vnějšího hlavního pásu planetek obíhající Slunce mezi drahami Marsu a Jupiteru, která byla objevená českými astronomy Milošem Tichým a Zdeňkem Moravcem 30. září 1996 na hvězdárně Kleť. Centrem pro sledování planetek byla předběžně označená jako 1996 SP7. Číselné označení Mezinárodní astronomické unie získala až po přesném vypočtení její dráhy 10. srpna 2014, kdy jí bylo přiděleno definitivní číslo (401820).
Pojmenování planetky vzešlo z úmyslu věnovat ji moravské metropoli a jejím obyvatelům. Tým objevitelů společně s ředitelkou Hvězdárny a planetária v Českých Budějovicích Janou Tichou zvolili hrad Špilberk pro jeho nepřehlédnutelnost a jeho označení místním hantecem jako další symbol Brna. Nové pojmenování planetky bylo poprvé publikováno v WGSBN Bulletinu 25. července 2022. Certifikát s pojmenováním planetky předali kleťští astronomové primátorce města Brna Markétě Vaňkové, v souvislosti s tím se konala i šestitýdenní výstava Brno ve hvězdách, připomínající planetky jejichž pojmenování souvisí s Brnem.
Kromě oběžné dráhy a přibližné absolutní magnitudy 16,79 mag není zatím známé spektrum planetky a tedy ani její fyzické vlastnosti. Podle databáze LCDB (Asteroid Lightcurve Database) je planetka součástí široké skupiny označované jako 9106 MB-outer, pohybující se na vnější straně hlavního pásu, s asteroidy spektrálního typu C s velkou polosou mezi 2,7 a 5,0 au a nízkým albedem 0,057.

## Oběžná dráha
Planetka (401820) Špilas oběhne Slunce ve vzdálenosti od 1,8575 do 3,6012 au jednou za 1 646,99 dní (více než 4,5 let). Její výrazně eliptická oběžná dráha s velkou poloosou 2,7293 au má excentricitu přibližně 0,3194 a inklinaci 8,2820° vůči ekliptice se středním denním pohybem o 0,2185°.

## Pozorování asteroidu
Od svého objevení do 12. prosince 1996 byla planetka z kleťské observatoře zaměřená 37 krát, k dalšímu pozorování planetky došlo až v srpnu 2005. Od té doby proběhlo více než 300 zdokumentovaných pozorování planetky z 10 pozic.